# TLG-88
El TLG-88 (Tren Ligero de Guadalajara 1988) es uno de los cuatro modelos de trenes que circulan en el Sistema de Tren Eléctrico Urbano de Guadalajara, los cuales operan desde 1989.

## Características

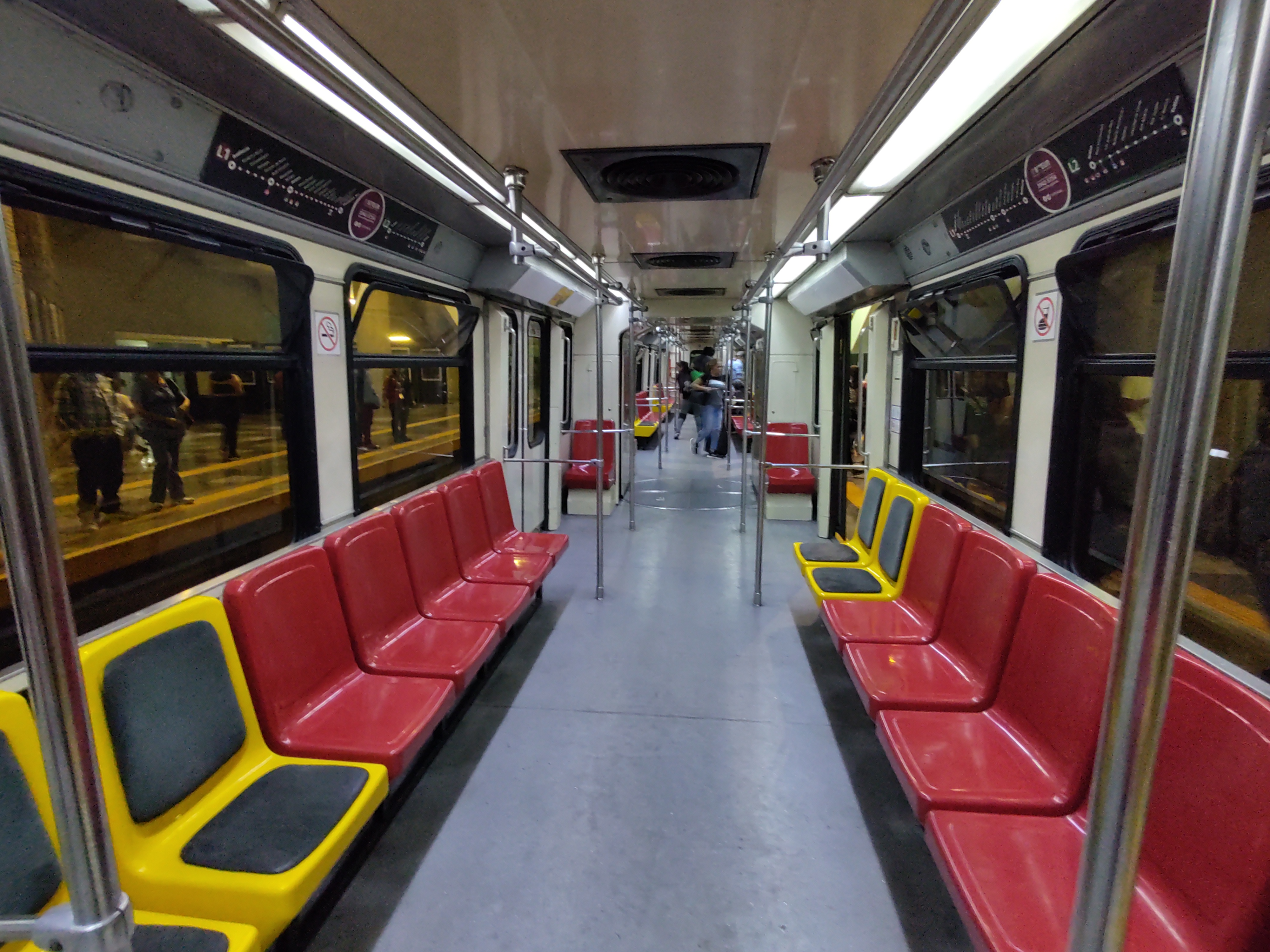
Interior del tren (vista longitudinal).

En total son 16 trenes de este modelo, los cuales tienen ventiladores para controlar la temperatura de los vagones, son color salmón en el interior y rojos con detalles blancos en el exterior. Los asientos generales son de color rojo carmín, mientras que los asientos preferenciales son de color amarillo. Utiliza lámparas led en el interior y letreros analógicos en las cabinas iluminados por lámparas led. Cuenta palancas de emergencia que pueden ser accionadas por los pasajeros.
Estos trenes fueron construidos a finales de la década de los años 80 en Ciudad Sahagún, Hidalgo por Concarril y Siemens. Circularon en la Línea 1 de 1989 a 1994, pero al inaugurarse la Línea 2, todos los trenes fueron reubicados en la nueva línea. Los trenes TEG-90 los reemplazaron en la Línea 1.
La empresa mexicana Concarril y la empresa alemana Siemens suministraron los sistemas de señalización, electrificación y telecomunicación.

## Rehabilitación
En 2011 se llevó a cabo un proyecto para rehabilitar los 16 trenes, que incluye renovación de las partes motrices, así como nueva pintura entre otras cosas. En 2012 quedaron listos todos los trenes.

## Galería

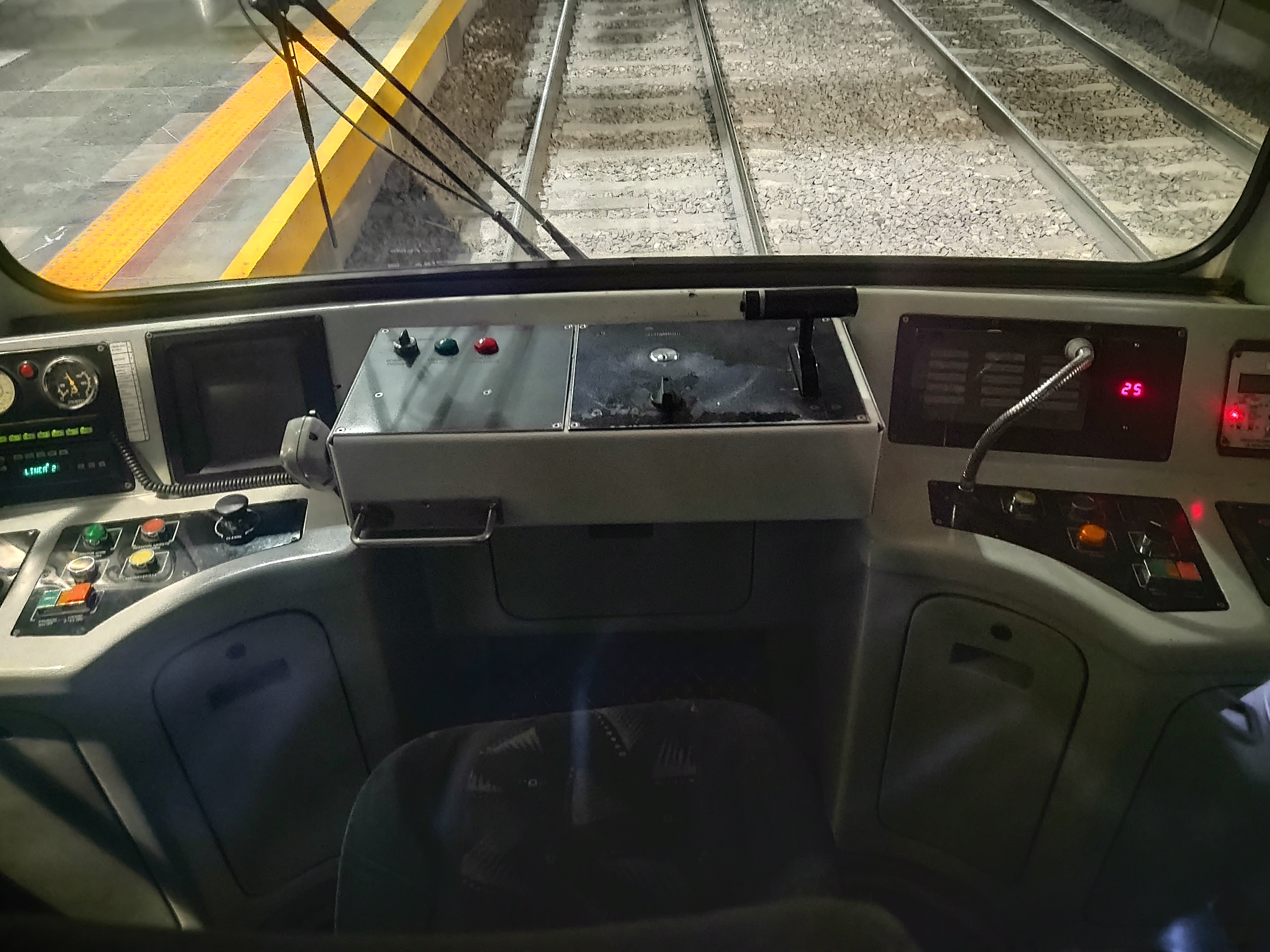
Cabina, vista desde adentro del vagón.
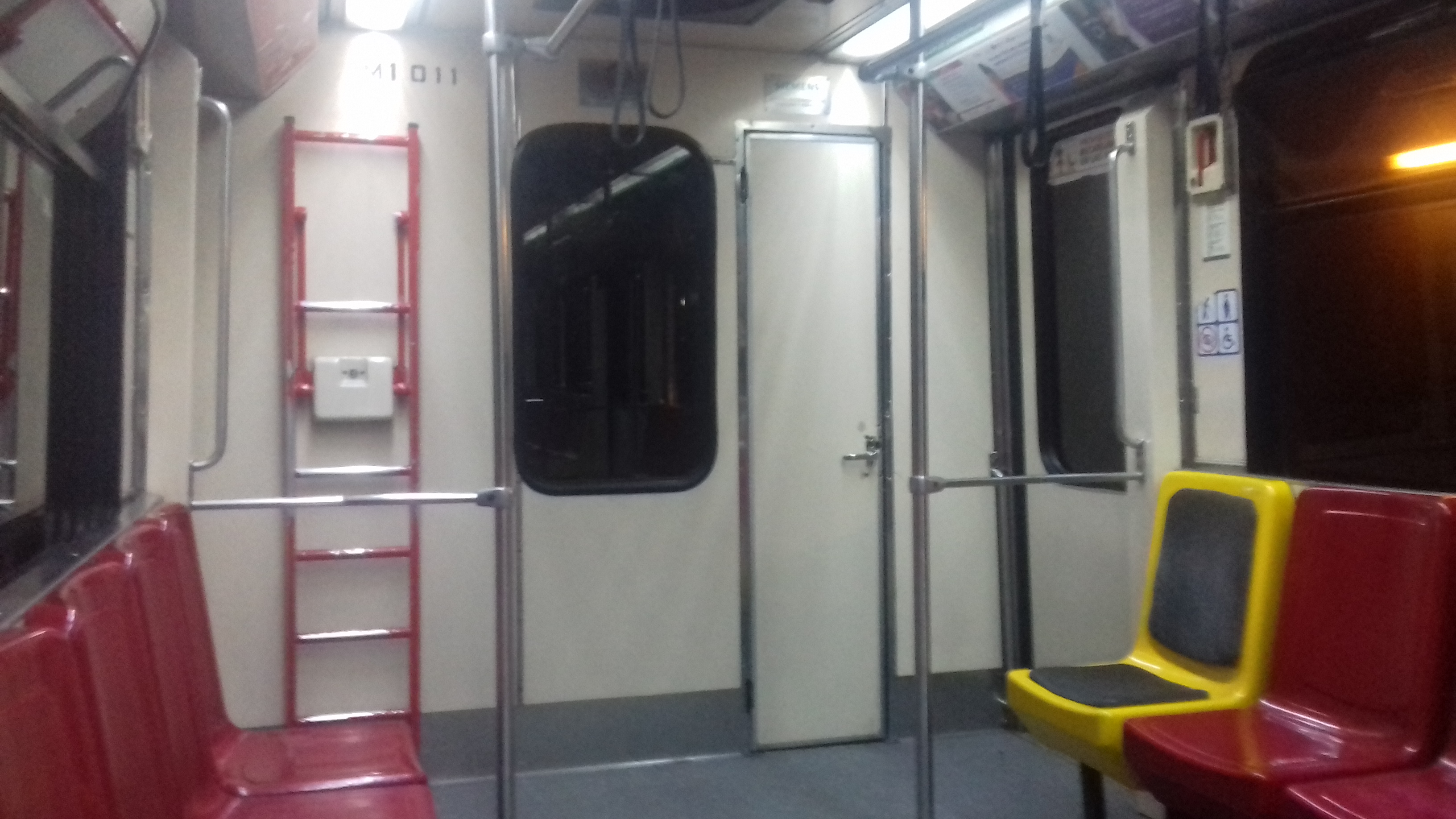
Escalera de emergencia.
- Cierre de puertas.